# 雪玉洞

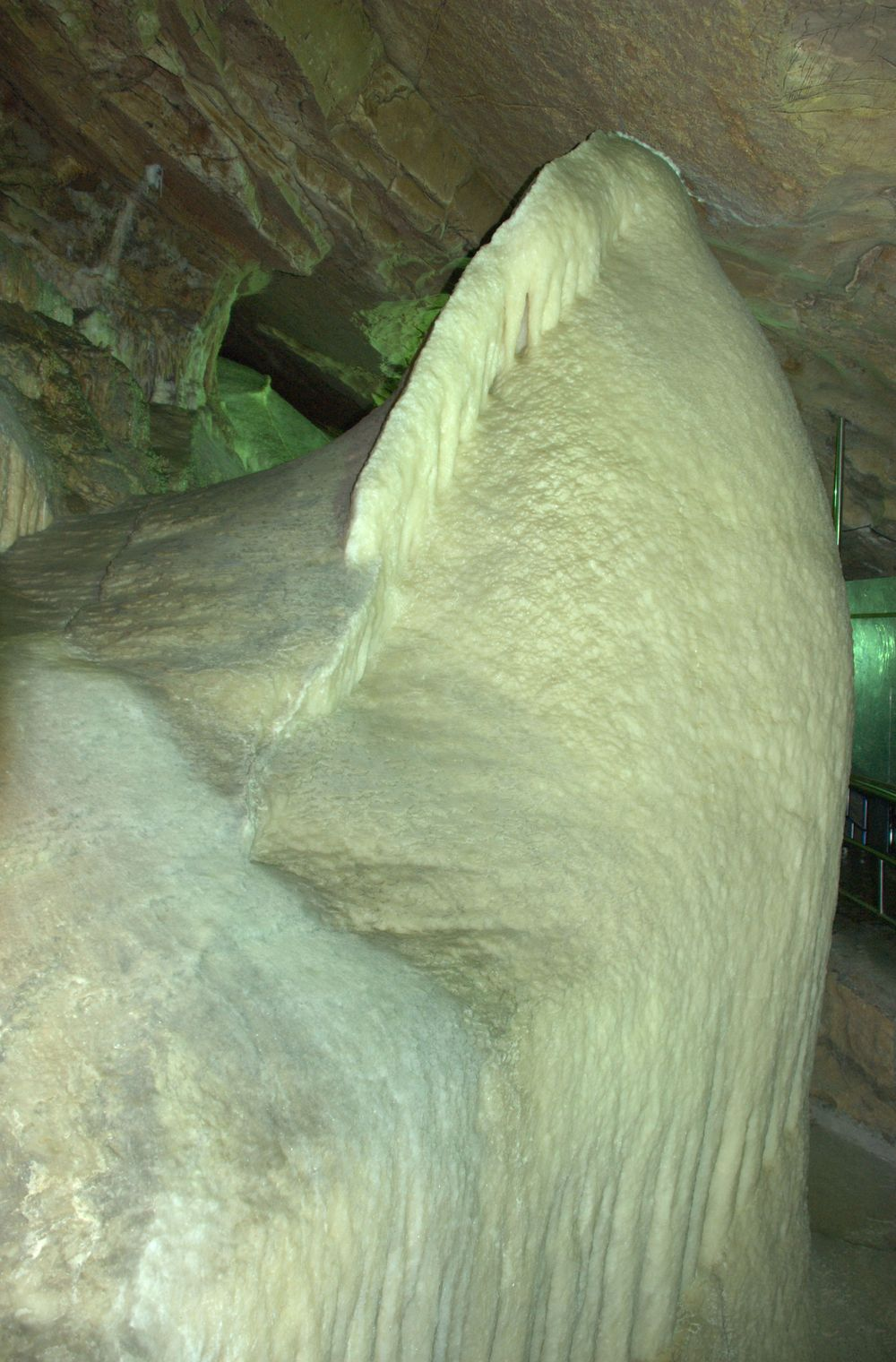
石盾王－雪玉企鹅

雪玉洞位于重庆丰都县，是长江三峡国家级风景名胜区的一个景点，也是中国国家4A级旅游景区。

## 介绍
雪玉洞是中国唯一的“洁白如雪、质纯似玉”并且正在生长的溶洞。洞穴全长1644米，分上下三层。洞内有四处世界级景观：长8米的世界最大的石旗王；世界上最大的地盾－高4米的石盾王；世界上规模最大、数量最多的塔珊瑚花群；密度最高的鹅管群。